# Tedy Bruschi
Tedy Lacap Bruschi (9 de junho de 1973, São Francisco, Califórnia) é um ex-jogador de futebol americano que atuava como linebacker na National Football League. Bruschi foi draftado pelo New England Patriots na terceira rodada do Draft de 1996 da NFL. Ele jogou futebol americano universitário pela Universidade do Arizona.
Em sua carreira de 13 anos na NFL, Bruschi somente atuou pelos Patriots e venceu três Super Bowls.